# 山景城市中心站
山景城市中心站（英語：Downtown Mountain View station）位于美国加利福尼亚州山景城，是加州列车（Caltrain）的车站之一。该站为旧金山、圣马刁县和圣克拉拉县的通勤者提供服务。